# Поду-Туркулуй
Поду-Туркулуй (рум. Podu Turcului) — село у повіті Бакеу в Румунії. Входить до складу комуни Поду-Туркулуй.
Село розташоване на відстані 220 км на північний схід від Бухареста, 54 км на південний схід від Бакеу, 107 км на південь від Ясс, 99 км на північний захід від Галаца.

## Населення
За даними перепису населення 2002 року у селі проживали 2705 осіб, з них 2701 особа (99,9%) румунів. Рідною мовою 2702 особи (99,9%) назвали румунську.